# Greatest Hits (Articolo 31)
Greatest Hits è il primo album raccolta del gruppo musicale italiano Articolo 31, pubblicato il 7 dicembre 2000 dalla Best Sound.

## Il disco
Composta da 16 brani, la raccolta contiene i maggiori successi del duo, oltre anche all'inedito Volume, estratto come singolo, una versione remixata di Ohi Maria (originariamente apparsa come b-side del singolo omonimo) e Così mi tieni (b-side del singolo Così e cosà).
Nel 2012 la raccolta è stata ristampata in CD nella collana Tutta scena di TV Sorrisi e Canzoni con l'aggiunta di una traccia bonus.

## Tracce
1. Volume – 4:35
2. È Natale (ma io non ci sto dentro) – 4:23
3. Tocca qui – 4:22
4. Ohi Maria (Maria Maria) (F.R. Connection Remix) – 5:11
5. Un'altra cosa che ho perso – 3:45
6. Voglio una lurida – 4:00
7. Tranqi Funky – 3:22
8. Domani – 5:04
9. Così e cosà (rmx 97) – 4:38
10. Il funkytarro – 4:48
11. 2030 – 4:18
12. La fidanzata – 3:53
13. Guapa loca – 4:32
14. Tu mi fai cantare – 4:20
15. Senza regole – 4:07
16. Così mi tieni – 7:06

Traccia bonus nella versione CD Tutta scena
1. Capodanno danno (Bonus Track)